# 薩杜·哈亞圖
薩杜·哈亞圖（英語：Sadou Hayatou，1942年2月15日—2019年8月1日），喀麥隆政治家，他曾經在1991年4月26日至1992年4月9日期間擔任喀麥隆總理。

## 外部連結
- Regierungswebsite Kameruns